# Grutas da Quinta do Anjo

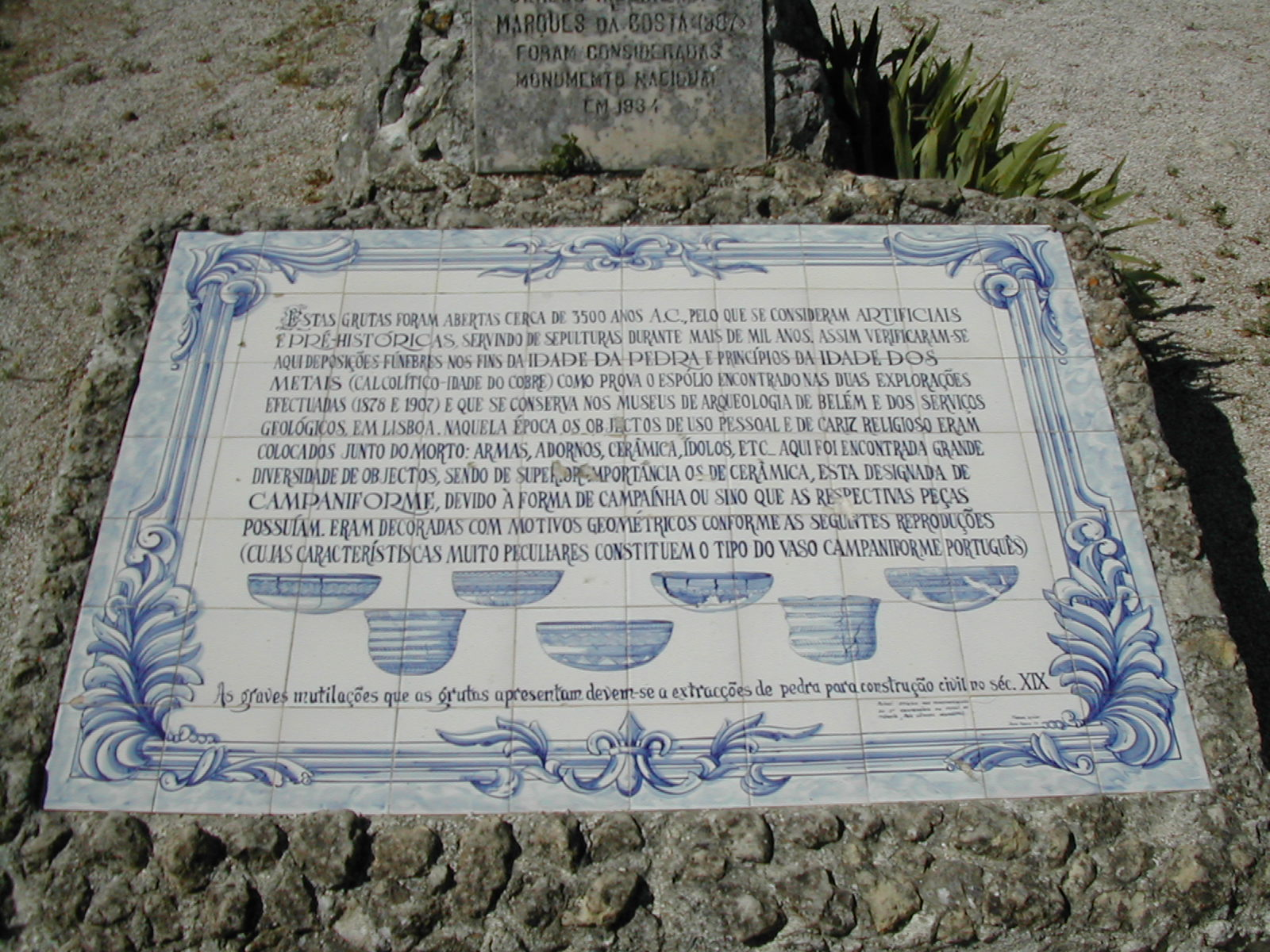
Grutas da Quinta do Anjo

As quatro grutas artificiais da Quinta do Anjo, no sopé da serra do Louro, no município de Palmela, são monumentos funerários de características únicas, integráveis no Neolítico Final (há cerca de 4500 anos) e que continuaram a ser utilizadas como locais de enterramento colectivo durante a Idade do Cobre. Foram escavadas na rocha formando compartimentos de tendência circular, aos quais se acede por um corredor e por uma antecâmara.
Juntamente com os vestígios ósseos, recolheram-se no local outros objectos como pontas de seta em sílex e em cobre, machados de pedra polida e placas de xisto decoradas. As populações desta região conheceram e desenvolveram a técnica da cerâmica campaniforme, decorada a pontilhado. Estas taças, pela sua originalidade morfológica e decorativa e pelo facto de as primeiras se terem recolhido na região palmelense, ficaram conhecidas nos meios científicos como Taças Tipo Palmela.
A jazida é conhecida internacionalmente devido à originalidade da cerâmica aí encontrada tendo o sítio sido classificado como Monumento Nacional em 1934.